# Чорногорія на зимових Олімпійських іграх 2022
Чорногорія на зимових Олімпійських іграх 2022 року у Пекіні (Китай), була представлена 3 спортсменами (двома чоловіками та однією жінкою) в 2 видах спорту — лижні перегони та гірськолижний спорт. Прапороносцями на церемонії відкриття Олімпіади були гірськолижники Ельдар Салігович та Єлена Вуїчич.
Чорногорія, як незалежна держава, вчетверте взяла участь в зимових Олімпійських іграх. Чорногорські спортсмени не здобули жодної медалі.

## Учасники
| Вид спорту          | Чоловіки | Жінки | Всього |
| ------------------- | -------- | ----- | ------ |
| Гірськолижний спорт | 1        | 1     | 2      |
| Лижні перегони      | 1        | 0     | 1      |
| Усього              | 2        | 1     | 3      |

## Гірськолижний спорт
| Спортсмен        | Дисципліна                   | Спуск 1       | Спуск 1       | Спуск 2    | Спуск 2    | Разом      | Разом      | Разом |
| Спортсмен        | Дисципліна                   | Час           | Місце         | Час        | Місце      | Час        | Місце      |       |
| ---------------- | ---------------------------- | ------------- | ------------- | ---------- | ---------- | ---------- | ---------- | ----- |
| Ельдар Салігович | гігантський слалом, чоловіки | 1:18.84       | 47            | 1:22.70    | 42         | 2:41.54    | 41         |       |
| Ельдар Салігович | слалом, чоловіки             | 1:09.61       | 50            | 1:02.21    | 39         | 2:11.82    | 42         |       |
| Єлена Вуїчич     | гігантський слалом, жінки    | не фінішувала | не фінішувала | не пройшла | не пройшла | не пройшла | не пройшла |       |
| Єлена Вуїчич     | слалом, жінки                | не фінішувала | не фінішувала | не пройшла | не пройшла | не пройшла | не пройшла |       |

## Лижні перегони
Дистанція
| Спортсмен          | Дисципліна                       | Час     | Відставання | Місце |
| ------------------ | -------------------------------- | ------- | ----------- | ----- |
| Александар Грбович | 15 км класичним стилем, чоловіки | 52:44.9 | +14:50.1    | 93    |

Спринт
| Спортсмен          | Дисципліна       | Кваліфікація | Кваліфікація | Чвертьфінал | Чвертьфінал | Півфінал   | Півфінал   | Фінал      | Фінал      |
| Спортсмен          | Дисципліна       | Час          | Місце        | Час         | Місце       | Час        | Місце      | Час        | Місце      |
| ------------------ | ---------------- | ------------ | ------------ | ----------- | ----------- | ---------- | ---------- | ---------- | ---------- |
| Александар Грбович | спринт, чоловіки | 3:24.12      | 84           | не пройшов  | не пройшов  | не пройшов | не пройшов | не пройшов | не пройшов |